# Мусоке, Нико
Николас Мусоке (швед. Nicholas Musoke; род. 5 апреля 1986, Ботчюрка) — шведский боец смешанного стиля, представитель полусредней весовой категории. Выступает на профессиональном уровне начиная с 2007 года, известен по участию в турнирах бойцовской организации UFC, владел титулом чемпиона On Top Promotions в полусреднем весе.

## Биография
Нико Мусоке родился 5 апреля 1986 года в коммуне Ботчюрка лена Стокгольм, Швеция. Его мать ранее проживала в Германии и Финляндии, а отец родом из Уганды. В детстве вплоть до семнадцатилетнего возраста играл в футбол, затем по совету друга посетил тренировку по смешанным единоборствам и серьёзно занялся этим видом спорта. Начиная с 2005 года успешно выступал в ММА на любительском уровне.

### Начало профессиональной карьеры
Дебютировал в смешанных единоборствах как профессионал в ноябре 2007 года, заставил своего соперника сдаться в первом же раунде с помощью удушающего приёма сзади. Дрался в различных небольших промоушенах в Швеции, Финляндии, Дании, Шотландии. В октябре 2010 года потерпел первое в карьере поражение — во втором раунде поединка с англичанином Дэнни Митчеллом попался на рычаг локтя и вынужден был сдаться.
В июне 2011 года принял участие в турнире-четвёрке On Top Promotions, но уже на стадии полуфиналов единогласным решением судей уступил ирландцу Каталу Пендреду. Однако из-за травмы Пендред не смог выйти на финал, и таким образом в финале вместо него дрался Мусоке — он победил своего соперника из Шотландии Стиви Рэя и завоевал тем самым титул чемпиона в полусредней весовой категории. Впоследствии благополучно защитил полученный чемпионский пояс.

### Ultimate Fighting Championship
Имея в послужном списке десять побед и только два поражения, Мусоке привлёк к себе внимание крупнейшей бойцовской организации мира Ultimate Fighting Championship и подписал с ней долгосрочный контракт. Впервые вышел в октагон UFC уже в октябре того же года, на коротком уведомлении заменил травмировавшегося Магнуса Седенблада в бою с итальянским ветераном Алессио Сакарой — в первом же раунде взял его на рычаг локтя и принудил к сдаче, получив тем самым бонус за лучший приём вечера. При этом выступал в непривычной для себя средней весовой категории.
Вернувшись в полусредний вес, в феврале 2014 года встретился с бразильцем Вискарди Андради. В первом раунде был потрясён ударной техникой соперника и оказался на грани поражения, но очень быстро сумел восстановиться, взял поединок под контроль и добился победы единогласным судейским решением. Спустя несколько месяцев вышел в клетку против американца Келвина Гастелума, победителя бойцовского реалити-шоу The Ultimate Fighter (Гастелум не смог уложиться в вес, и 20 % его гонорара перешли к Мусоке). Шведский боец имел некоторое преимущество в первом раунде, но второй и третий раунды проиграл, в результате чего судьи отдали победу его сопернику. Позже в том же году отметился победой по очкам над россиянином Александром Яковлевым.
В январе 2015 года дрался с другим представителем России Альбертом Туменовым, но на сей раз проиграл решением.
После достаточно длительного перерыва в спортивной карьере в мае 2017 года Нико Мусоке вернулся в клетку UFC ради боя с сербом Бояном Величковичем. Их противостояние получилось сравнительно равным, тем не менее, буквально на последней минуте последнего раунда Величкович правым боковым ударом попал прямо в висок Мусоке — боец был сильно потрясён, и рефери зафиксировал нокаут.

## Статистика в профессиональном ММА
| Боёв 19         | Побед 13 | Поражений 5 |
| --------------- | -------- | ----------- |
| Нокаутом        | 4        | 1           |
| Сдачей          | 5        | 1           |
| Решением        | 4        | 3           |
| Не состоявшихся | 1        | 1           |

| Результат    | Рекорд   | Соперник                 | Способ                 | Турнир                                   | Дата            | Раунд | Время | Место                    | Примечание                                                                                               |
| ------------ | -------- | ------------------------ | ---------------------- | ---------------------------------------- | --------------- | ----- | ----- | ------------------------ | --- |
| Поражение    | 13-5 (1) | Боян Величкович          | KO (удары руками)      | UFC Fight Night: Gustafsson vs. Teixeira | 28 мая 2017     | 3     | 4:37  | Стокгольм, Швеция        | |
| Поражение    | 13-4 (1) | Альберт Туменов          | Единогласное решение   | UFC on Fox: Gustafsson vs. Johnson       | 24 января 2015  | 3     | 5:00  | Стокгольм, Швеция        | |
| Победа       | 13-3 (1) | Александр Яковлев        | Единогласное решение   | UFC Fight Night: Nelson vs. Story        | 4 октября 2014  | 3     | 5:00  | Стокгольм, Швеция        | |
| Поражение    | 12-3 (1) | Келвин Гастелум          | Единогласное решение   | UFC Fight Night: Swanson vs. Stephens    | 28 июня 2014    | 3     | 5:00  | Сан-Антонио, США         | Бой в промежуточном весе 79 кг; Гастелум не сделал вес.                                                  |
| Победа       | 12-2 (1) | Вискарди Андради         | Единогласное решение   | UFC Fight Night: Machida vs. Mousasi     | 15 февраля 2014 | 3     | 5:00  | Жарагуа-ду-Сул, Бразилия | |
| Победа       | 11-2 (1) | Алессио Сакара           | Сдача (рычаг локтя)    | UFC Fight Night: Machida vs. Munoz       | 26 октября 2013 | 1     | 3:07  | Манчестер, Англия        | Бой в среднем весе. Приём вечера.                                                                        |
| Победа       | 10-2 (1) | Александр Ландета Утрера | Единогласное решение   | Golden Ring: Wallberg vs. Prazak         | 14 июня 2013    | 3     | 5:00  | Стокгольм, Швеция        | |
| Не состоялся | 9-2 (1)  | Микаэль Лебо             | NC (судейская ошибка)  | Vision FC 5: Finale                      | 1 декабря 2012  | 3     | 5:00  | Стокгольм, Швеция        | Решением большинства судей была зафиксирована ничья, но позже результат отменили из-за судейской ошибки. |
| Победа       | 9-2      | Дин Колдуэлл             | TKO (удары руками)     | OTP: On Top 5                            | 2 июня 2012     | 1     | 3:49  | Глазго, Шотландия        | Защитил титул чемпиона OTP в полусреднем весе.                                                           |
| Победа       | 8-2      | Кай Пуолакка             | Сдача (гильотина)      | Cage 18: Turku                           | 3 марта 2012    | 3     | 1:39  | Турку, Финляндия         | |
| Победа       | 7-2      | Олли Яакко Уитто         | Единогласное решение   | Cage 16: 1st Defense                     | 8 октября 2011  | 3     | 5:00  | Эспоо, Финляндия         | |
| Победа       | 6-2      | Стиви Рэй                | Сдача (удушение сзади) | OTP: On Top 2                            | 18 июня 2011    | 1     | 4:56  | Глазго, Шотландия        | Выиграл финал и получил титул чемпиона OTP в полусреднем весе.                                           |
| Поражение    | 5-2      | Катал Пендред            | Единогласное решение   | OTP: On Top 2                            | 18 июня 2011    | 2     | 5:00  | Глазго, Шотландия        | Полуфинал турнира OTP в полусреднем весе.                                                                |
| Победа       | 5-1      | Виктор Собчик            | TKO (удары руками)     | Battle of Botnia 3                       | 4 декабря 2010  | 2     | 2:08  | Умео, Швеция             | |
| Поражение    | 4-1      | Дэнни Митчелл            | Сдача (рычаг локтя)    | Superior Challenge 6                     | 29 октября 2010 | 2     | 1:56  | Стокгольм, Швеция        | |
| Победа       | 4-0      | Премисл Немец            | TKO (удары руками)     | Superior Challenge 5                     | 1 мая 2010      | 1     | 0:49  | Стокгольм, Швеция        | |
| Победа       | 3-0      | Йеппе Фаусинг            | KO (удар рукой)        | Fighter Gala 9                           | 30 августа 2009 | 1     | 0:12  | Хельсингёр, Дания        | |
| Победа       | 2-0      | Фредрик Клингселл        | Сдача (удушение сзади) | The Zone FC 1                            | 9 февраля 2008  | 1     | 1:16  | Стокгольм, Швеция        | |
| Победа       | 1-0      | Томи Хитанен             | Сдача (удушение сзади) | Shooto Finland: Chicago Collision 3      | 17 ноября 2007  | 1     | 3:47  | Лахти, Финляндия         | |